# Grămești
Grămești is een Roemeense gemeente in het district Suceava.
Grămești telt 3098 inwoners.